# عادات الزفاف في أذربيجان

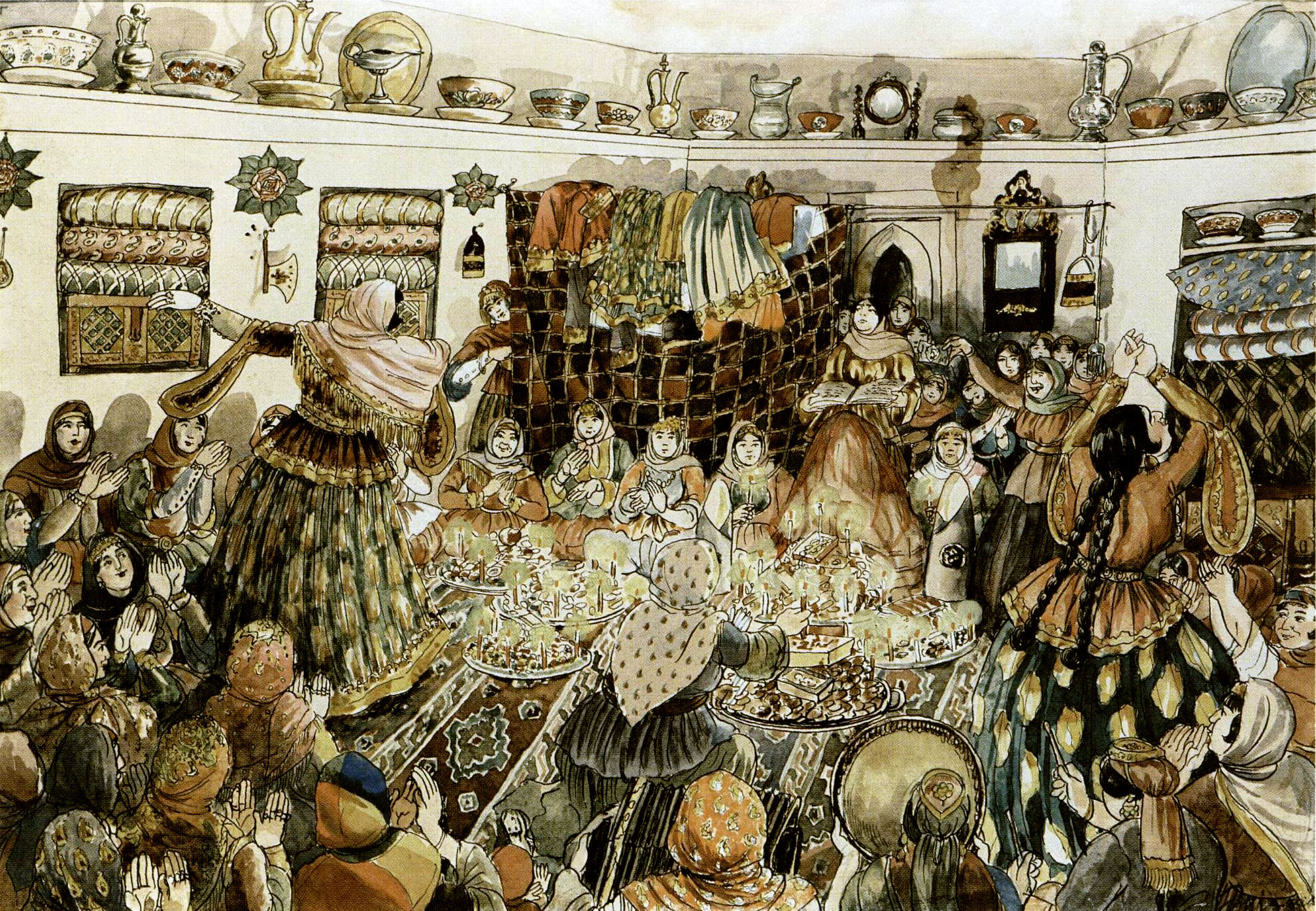
رسم يوضح عرس نسائي بأذربيجان.

عادات الزفاف الوطنية في أذربيجان هي جزء لا يتجزأ من الثقافة الأذربيجانية، وإحدى أهم التقاليد العائلية لدى الشعب الأذربيجاني. وقد نمت إلى مناطق تاريخية مختلفة من أذربيجان لعدة قرون، سواء في جمهورية أذربيجان أو أذربيجان الإيرانية، وهو يشبه إلى حد كبير الزواج التركي والزواج الفارسي.
يتكون الزفاف في حد ذاته من ثلاثة مستويات: فترة ما قبل الزفاف (وساطة الزواج، الخطوبة، عقد الزواج)، الزفاف وبعد فترة الزفاف. لقد أثرت تقاليد أذربيجان على تقاليد الدول الأخرى، كما أنها أخذت بعض العناصر من ثقافة الدول الأخرى وشعوب المجموعات العرقية الأخرى التي تعيش في جمهورية أذربيجان وأذربيجان الإيرانية. بما فيها الفرس والأرمن والجورجيون والكرد والتساخور. يُبرم الزواج على أساس الاتفاق المتبادل، ويكون الزواج تحت حماية الدولة، وحقوق الزوجين متساوية. وبموجب القانون، يعتبر السن القانوني للزواج 18 عامًا.

## تاريخ
تعتمد مهرجانات الأعراس في أذربيجان على التقاليد الشعبية القديمة والأثرية. على الرغم من التنوع والعرق السكاني في بعض أجزاء البلاد، فإن مهرجانات الزفاف تشبه إلى حد كبير بعضها البعض. طقوس الزفاف مثل الإيماءات والمشاركة والحناء لها جذور عميقة.

## مهر
يدفع العريس الصداق إلى العروس أو إلى أهلها وعلى وجه التحديد، إلى والدها أو الشخص الذي قدمها للعروس للزواج. يدفع المهر نقدًا أو على شكل ماشية أو غيرها من الثروة المادية قبل الزفاف. يتواجد هذا التقليد في أذربيجان الإيرانية وجمهورية أذربيجان. تم حظره في جمهورية أذربيجان خلال الحقبة السوفيتية.